# 松田和憲
松田 和憲（まつだ かずのり、1948年7月4日 - ）は、学校法人関東学院学院長、日本バプテスト同盟牧師。実践神学専攻。宮城県出身。

## 略歴

### 学歴
- 2007年（平成19年） 同志社大学大学院神学研究科博士課程（後期課程）修了、博士（神学）[3][4]

### 職歴
- 1999年（平成11年） 関東学院大学工学部助教授[3]
- 2004年（平成16年） 関東学院大学工学部教授[3]
- 2009年（平成21年） 関東学院野庭幼稚園園長[3]
- 2012年（平成24年） 関東学院のびのびのば園園長[3]
- 2018年（平成30年） 学校法人関東学院学院長[3]
- 2021年（令和 3年） 関東学院六浦小学校校長[3]

## 著書
- 『み言葉はあなたの近くに : 新共同訳聖書通読の手引き』新教出版社 1996年
- 『福音宣教の使命に生きる教会』新教出版社 1999年
- 『宣教の神学 : 現代日本の「宣教の神学」研究 : パラダイム転換を目指して』関東学院大学出版会 2010年
- 『宣教ってなんだ? : 現代の課題と展望』キリスト新聞社 2012年

## 訳書
- WCC世界宣教・伝道委員会編『現代の宣教と伝道』新教出版社 1991年